# Ossido di bismuto
L'ossido di bismuto, o triossido di dibismuto, è l'ossido del bismuto(III), avente formula Bi2O3.
A temperatura ambiente si presenta come un solido giallo chiaro inodore.
L'ossido di bismuto è forse il composto di bismuto più importante dal punto di vista industriale. È anche un punto di partenza comune per la chimica del bismuto. Si trova naturalmente come bismite (monoclina) e sferobismoite (tetragonale, molto più rara), ma di solito si ottiene come sottoprodotto della fusione di minerali di rame e piombo. Il triossido di dibismuto è comunemente usato per produrre fuochi d'artificio, in sostituzione del piombo rosso.

## Struttura
Le strutture adottate da Bi2O3 differiscono sostanzialmente da quelle di ossido di arsenico(III), As2O3 e ossido di antimonio(III), Sb2O3.
L'ossido di bismuto, Bi2O3 ha cinque polimorfi cristallografici. La fase di temperatura ambiente, α-Bi2O3 ha una struttura cristallina monoclina. Esistono tre fasi ad alta temperatura, una fase β tetragonale, una fase γ cubica a corpo centrato, una fase cubica δ-Bi2O3 e una fase ε. La fase α della temperatura ambiente ha una struttura complessa con strati di atomi di ossigeno combinati con strati di atomi di bismuto. Gli atomi di bismuto si trovano in due diversi ambienti che possono essere descritti rispettivamente come coordinate distorte 6 e 5.
β-Bi2O3 ha una struttura correlata alla fluorite.
γ-Bi2O3 ha una struttura correlata a quella di Bi12SiO20 (una Sillénite), in cui una frazione degli atomi di Bi occupa la posizione occupata dal silicio e può essere scritta come Bi12Bi0,8O19,2.
δ-Bi2O3 ha la struttura cristallina difettosa della fluorite in cui sono vuoti due degli otto siti di ossigeno nella cella unitaria. ε-Bi2O3 ha una struttura correlata alle fasi α e β ma poiché la struttura è completamente ordinata è un isolante ionico. Può essere preparato con mezzi idrotermici e si trasforma in fase α a 400 °C.
La fase α monoclina si trasforma in δ-Bi2O3 cubico quando riscaldata sopra 729 °C, che rimane la struttura fino al raggiungimento del punto di fusione, 824 °C. Il comportamento di Bi2O3 sul raffreddamento dalla fase δ è più complesso, con la possibile formazione di due fasi metastabili intermedie; la fase beta tetragonale o la fase γ cubica a corpo centrato. La fase γ può esistere a temperatura ambiente con velocità di raffreddamento molto basse, ma α-Bi2O3 si forma sempre sul raffreddamento della fase β. Anche se formata dal calore, ritorna a α-Bi2O3 quando la temperatura scende al di sotto di 727 °C, δ-Bi2O3 può essere formata direttamente attraverso l'elettrodeposizione e rimanere relativamente stabile a temperatura ambiente, in una soluzione elettrolitica di composti di bismuto che ricca di idrossido di sodio o di potassio in modo da avere un pH vicino a 14.

## Conducibilità
La fase α presenta conducibilità elettronica di tipo p (la carica è trasportata da lacune positive) a temperatura ambiente che si trasforma in conducibilità di tipo n (la carica è trasportata da elettroni) tra 550 °C e 650 °C, a seconda della pressione parziale di ossigeno. La conduttività nelle fasi β, γ e δ è prevalentemente ionica e gli ioni ossido sono il principale vettore di carica. Di questi δ-Bi2O3 ha la più alta conduttività riportata. A 750 °C la conduttività di δ-Bi2O3 è tipicamente di circa 1 Scm-1, circa tre ordini di grandezza maggiori delle fasi intermedie e quattro ordini maggiori della fase monoclina. La conduttività nelle fasi β, γ e δ è prevalentemente ionica e gli ioni ossido sono il principale vettore di carica. δ-Bi2O3 ha una struttura cristallina di tipo fluorite difettosa in cui sono vuoti due degli otto siti di ossigeno nella cellula unitaria. Questi posti vacanti intrinseci sono altamente mobili a causa dell'elevata polarizzabilità del sottostruttura cationica con gli elettroni a coppia solitaria 6s2 di Bi3+. I legami Bi-O hanno un carattere di legame covalente e sono quindi più deboli dei legami puramente ionici, quindi gli ioni ossigeno possono saltare nei posti vacanti più liberamente.
La disposizione degli atomi di ossigeno all'interno della cellula unitaria di δ-Bi2O3 è stata oggetto di molti dibattiti in passato. Sono stati proposti tre diversi modelli. Sillén (1937) usò la diffrazione di raggi X in polvere su campioni estinti e riferì che la struttura di Bi2O3 era una semplice fase cubica con posti liberi di ossigeno ordinati lungo <111>, cioè lungo la diagonale del corpo del cubo.  Gattow e Schroder (1962) rifiutarono questo modello, preferendo descrivere ogni sito di ossigeno (sito 8c) nella cellula unitaria con un'occupazione del 75%. In altre parole, i sei atomi di ossigeno sono distribuiti casualmente sugli otto possibili siti di ossigeno nella cellula unitaria. Attualmente, la maggior parte degli esperti sembra favorire quest'ultima descrizione in quanto un reticolo di ossigeno completamente disordinato spiega meglio l'alta conduttività.

Willis (1965) usò la diffrazione neutronica per studiare il sistema alla fluorite (CaF2). Ha determinato che non poteva essere descritto dalla struttura ideale del cristallo di fluorite, piuttosto, gli atomi di fluoro erano spostati dalle normali posizioni 8c verso i centri delle posizioni interstiziali. Shuk (1996) e Sammes (1999) suggeriscono che a causa dell'elevato grado di disturbo in δ-Bi2O3, il modello di Willis potrebbe anche essere usato per descriverne la struttura.

## Uso in pile a combustibile ad ossido solido
L'interesse si è concentrato su δ-Bi2O3 in quanto è principalmente un conduttore ionico. Oltre alle proprietà elettriche, le proprietà di dilatazione termica sono molto importanti quando si considerano possibili applicazioni per elettroliti solidi. Elevati coefficienti di dilatazione termica rappresentano grandi variazioni dimensionali sotto il riscaldamento e il raffreddamento, il che limiterebbe le prestazioni di un elettrolita. Il passaggio dall'alta temperatura δ-Bi2O3 all'intermedio β-Bi2O3 è accompagnato da una grande variazione di volume e, di conseguenza, da un deterioramento delle proprietà meccaniche del materiale. Ciò, combinato con l'intervallo di stabilità molto stretto della fase δ (727–824 °C), ha portato a studi sulla sua stabilizzazione a temperatura ambiente.
Bi2O3 forma facilmente soluzioni solide con molti altri ossidi metallici. Questi sistemi drogati presentano una serie complessa di strutture e proprietà dipendenti dal tipo di drogante, dalla concentrazione di drogante e dalla storia termica del campione. I sistemi più ampiamente studiati sono quelli che coinvolgono ossidi di metalli delle terre rare, Ln2O3, incluso l'ossido di ittrio(III), Y2O3. I cationi di terre rare sono generalmente molto stabili, hanno proprietà chimiche simili tra loro e hanno dimensioni simili a Bi3+, che ha un raggio di 1,03 Å, il che li rende tutti ottimi droganti. Inoltre, i loro raggi ionici diminuiscono in modo abbastanza uniforme da La3+ (1.032 Å), attraverso Nd3+, (0.983 Å), Gd3+, (0.938 Å), Dy3+, (0.912 Å) ed Er3+, (0.89 Å), a Lu3+, (0,861 Å) (nota come "contrazione lantanoidea"), rendendoli utili per studiare l'effetto della dimensione del drogante sulla stabilità delle fasi Bi2O3.
Bi2O3 è stato anche usato come additivo di sinterizzazione nel sistema di zirconia drogato Sc2O3 per pile a combustibile ad ossido solido a temperatura intermedia.

## Preparazione
Il triossido di dibismuto è prodotto commercialmente dall'ossinitrato di bismuto. Quest'ultimo è prodotto sciogliendo il bismuto in acido nitrico caldo. L'aggiunta di idrossido di sodio in eccesso seguita dal riscaldamento continuo della miscela fa precipitare l'ossido di bismuto(III) sotto forma di polvere gialla pesante. Inoltre, il triossido può essere preparato mediante accensione dell'idrossido di bismuto. Il triossido di dibismuto può anche essere ottenuto riscaldando il subcarbonato di bismuto a circa 400 °C.

## Reazioni
L'ossidazione con persolfato di ammonio e soda caustica diluita dà tetrossido di bismuto. Lo stesso prodotto può essere ottenuto utilizzando altri agenti ossidanti come ferricianuro di potassio e soluzione concentrata di potassa caustica.
L'elettrolisi dell'ossido di bismuto(III) in una soluzione alcalina concentrata a caldo produce un precipitato rosso scarlatto di ossido di bismuto(V). L'ossido di bismuto(III) reagisce con acidi minerali per dare i corrispondenti sali di bismuto(III).
La reazione con anidride acetica e acido oleico dà trioleato di bismuto.
L'anidride carbonica atmosferica o la CO2 disciolta nell'acqua reagisce prontamente con Bi2O3 per generare subcarbonato di bismuto. L'ossido di bismuto è considerato un ossido basico, il che spiega l'elevata reattività con CO2. Tuttavia, quando cationi acidi come Si(IV) vengono introdotti all'interno della struttura dell'ossido di bismuto, la reazione con CO2 non si verifica.